# 협기
"협기"는 한국에서 제작된 장진원 감독의 1973년 영화이다. 안길원 등이 주연으로 출연하였고 김태수 등이 제작에 참여하였다.

## 출연

### 주연
- 안길원
- 윤영지
- 정정국